# Feel Good Inc.
Feel Good Inc. ist ein Song der britischen Comicband Gorillaz in Kollaboration mit dem US-amerikanischen Hip-Hop-Trio De La Soul aus dem Jahre 2005. Er erschien als Lead-Single des zweiten Studioalbums Demon Days. Feel Good Inc. ist der erfolgreichste Song von Gorillaz und gilt neben Clint Eastwood aus dem Jahre 2001 auch als ihr bekanntester Song.

## Hintergrund
Feel Good Inc. erschien am 9. Mai 2005 als erste Single des Albums Demon Days, welches rund zwei Wochen später veröffentlicht wurde. Während beim ersten Album noch Dan the Automator als Produzent tätig war, entschied sich Gorillaz-Frontmann Damon Albarn diesmal für DJ Danger Mouse, nachdem er dessen The Grey Album gehört hatte. Von De La Soul sind nur Dave und Maseo zu hören, da Posdnous zu der Zeit mit der Arbeit an dem De-La-Soul-Album The Grind Date beschäftigt war.

## Musikvideo
Das (wie bei Gorillaz üblich) animierte Musikvideo spielt sich hauptsächlich in einem hoch über einer dystopischen Stadt aufragenden Turm mit der Aufschrift „Feel Good inc.“ ab. Der Blick durch das Fenster zeigt einen spärlich beleuchteten Raum, in dem mehrere Menschen verstreut auf dem Boden vor einer Bühne liegen. Auf dieser erhebt sich 2D von einem Sessel und beginnt, durch ein Megaphon zu singen, Murdoc spielt inmitten einer Menge Frauen liegend den Bass. 2D begibt sich zum Fenster und schaut sehnsüchtig hinaus in den Himmel, durch den er eine fliegende Insel mit einer Windmühle schweben sieht. An deren vorderster Front sitzt Noodle und spielt Gitarre. Mit dem Einstieg von De La Soul in der zweiten Strophe erscheinen diese in Echtaufnahmen auf mehreren Bildschirmen im Raum und lachen hysterisch. Zum Ende des Liedes sieht man Murdoc auf der Bühne, zusammen mit Russel am Schlagzeug, und 2D setzt sich wieder in seinen Sessel. Den Abschluss bildet noch einmal ein Blick auf die Insel, welche von Kampfhubschraubern verfolgt wird.
Das Video wurde von Gorillaz-Zeichner Jamie Hewlett in Zusammenarbeit mit Pete Candeland von dem Animationsstudio Passion Pictures konzipiert.

## Bedeutung
Wie in der Biographie Rise of the Ogre erklärt wird, spiegelt das Lied den insgesamt sehr düsteren Ton des Albums wider. Die Gesellschaftskritik, die sich vor allem auf das Erschaffen falscher Idole durch die Medien bezieht, wird hier in Form einer Dichotomie dargestellt; auf der einen Seite das Gefühl der Gefangenschaft innerhalb des Turms und auf der anderen das der Freiheit auf der fliegenden Insel. Während innerhalb des Turmes dem Hedonismus gefrönt wird, symbolisiert durch die von einer wilden Party erschöpfte Menge, verkörpert die junge Noodle die Unschuld, mit der sie sich diesem Drang als einzige der Gruppe entziehen kann. Analog dazu wird Noodle mitsamt der Insel stets zum Refrain des Liedes gezeigt, welcher inhaltlich das Streben nach der Befreiung von der Dekadenz beschreibt. Die Helikopter dienen als Kontrollinstrument, um Devianten aufzuspüren und auszuschalten. Deshalb verfolgen sie am Ende Noodle auf der Insel und bringen diese, wie im Video zum Song El Mañana zu sehen ist, schließlich zum Absturz.

## Liveauftritte
Für ihren Auftritt mit diesem Song bei den MTV Europe Music Awards 2005, bei dem die Band die Auszeichnung Best Group erhielt, wurden die Figuren durch Pepper’s ghost als 3D-Hologramme auf die Bühne projiziert. Dieselbe Technik wurde bei den Grammy Awards 2006 verwendet, die Gorillaz zusammen mit Madonna eröffneten. Dafür wurde ein Mashup von Feel Good Inc. und Madonnas Hung Up dargeboten, welches in diesem Zusammenhang den Titel Feel Up erhielt.

## Rezeption

### Rezensionen
Der Song wurde generell positiv aufgenommen und gilt bei den meisten Kritikern als der Höhepunkt des Albums. Matthias Mante von laut.de bezeichnet Feel Good Inc. als den „Übersong“ des Albums, welchen man schon nach einem Hörgang nicht mehr aus den Ohren bekomme. Für Armin Lindner von plattentests.de ist der Song ein Hit mit Reimen von De La Soul, die „fresher kaum sein [könnten]“. Ingo Neumayer von visions.de hält Feel Good Inc. für den „[besten] Alle-auf-die-Tanzfläche-Song seit Outkasts ’Hey Ya‘“. Kristoffer Leitgeb lobte die „Kombination aus genialem Bass, dem simplen Beat im Hintergrund und dem unorthodoxen, aber gelungenen Zusammenspiel von Albarns ruhiger Stimme und der Rap-Combo De La Soul“. WatchMojo.com stufte den Song 2014 als den zweitbesten der Band nach Clint Eastwood ein.

### Preise
- MTV Video Music Awards 2005: 
  - Best Visual Effects
  - Breakthrough Video
- Grammy Awards 2006:
  - Best Pop Collaboration with Vocals

## Kommerzieller Erfolg

### Chartplatzierungen
| ChartsChartplatzierungen       | Höchstplatzierung | Wochen |
| ------------------------------ | ----------------- | ------ |
| Deutschland (GfK)              | 8 (20 Wo.)        | 20     |
| Österreich (Ö3)                | 4 (31 Wo.)        | 31     |
| Schweiz (IFPI)                 | 12 (22 Wo.)       | 22     |
| Vereinigte Staaten (Billboard) | 14 (45 Wo.)       | 45     |
| Vereinigtes Königreich (OCC)   | 2 (48 Wo.)        | 48     |

| ChartsJahrescharts (2005)      | Platzierung |
| ------------------------------ | ----------- |
| Deutschland (GfK)              | 43          |
| Österreich (Ö3)                | 25          |
| Schweiz (IFPI)                 | 71          |
| Vereinigte Staaten (Billboard) | 37          |
| Vereinigtes Königreich (OCC)   | 14          |

### Auszeichnungen für Musikverkäufe
| Land/Region                  | Auszeichnungen für Musikverkäufe (Land/Region, Auszeichnung, Verkäufe) | Verkäufe  |
| ---------------------------- | ---------------------------------------------------------------------- | --------- |
| Australien (ARIA)            | Platin                                                                 | 70.000    |
| Dänemark (IFPI)              | Platin                                                                 | 90.000    |
| Deutschland (BVMI)           | 3× Gold                                                                | 450.000   |
| Italien (FIMI)               | Platin                                                                 | 50.000    |
| Kanada (MC)                  | 5× Platin                                                              | 400.000   |
| Neuseeland (RMNZ)            | 6× Platin                                                              | 180.000   |
| Portugal (AFP)               | 3× Platin                                                              | 30.000    |
| Spanien (Promusicae)         | Platin                                                                 | 60.000    |
| Vereinigte Staaten (RIAA)    | Gold (Mastertone)                                                      | 500.000   |
| Vereinigtes Königreich (BPI) | 4× Platin                                                              | 2.400.000 |
| Insgesamt                    | 2× Gold · 23× Platin ·                                                 | 4.230.000 |